# Colli di Rimini
Colli di Rimini (dt. Hügel von Rimini) ist ein italienisches Weinbaugebiet in der Provinz Rimini (Region Emilia-Romagna), das seit 1996 eine „kontrollierte Herkunftsbezeichnung“ (Denominazione di origine controllata – DOC) besitzt, die zuletzt am 7. März 2014 aktualisiert wurde.

## Anbaugebiet
Der Anbau und die Vinifikation sind gestattet in den Gemeinden Coriano, Gemmano, Mondaino, Monte Colombo, Montefiore Conca, Monte Gridolfo, Montescudo, Morciano di Romagna, Poggio Torriana, Saludecio, San Clemente und Verucchio sowie in Teilen der Gemeinden von Cattolica, Misano Adriatico, San Giovanni in Marignano, Riccione, Rimini und Santarcangelo di Romagna – alle in der Provinz Rimini.

## Erzeugung
Unter dieser Bezeichnung werden jeweils ein roter und ein weißer Verschnittwein (Cuvée) sowie vier fast sortenreine Weine erzeugt:
Verschnittweine
- Colli di Rimini Rosso: muss zu mindestens 60–75 % aus der Rebsorte Sangiovese und zu 15–25 % Cabernet Sauvignon bestehen. Höchstens 25 % Merlot, Barbera, Montepulciano, Ciliegiolo, Terrano und/oder Ancellotta dürfen, einzeln oder gemeinsam, zugesetzt werden.
- Colli di Rimini Bianco: muss aus 50–70 % Trebbiano Romagnolo und 30–50 % Biancame und/oder Mostosa hergestellt sein. Höchstens 20 % andere analoge Rebsorten, die für den Anbau in der Region Emilia-Romagna zugelassen sind, dürfen zugesetzt werden.

zu 85 % sortenreine Weine
- Colli di Rimini Cabernet Sauvignon: (auch als „Riserva“) Höchstens 15 % andere analoge Rebsorten, die für den Anbau in der Region Emilia-Romagna zugelassen sind, dürfen zugesetzt werden.
- Colli di Rimini Biancame: Höchstens 15 % Pignoletto, Chardonnay, Riesling, Sauvignon Blanc, Pinot bianco, Müller-Thurgau dürfen, einzeln oder gemeinsam, zugesetzt werden.
- Colli di Rimini Rébola: (auch in der Typologie „trocken“, „lieblich“, „süß“ und „Passito“) 85 % Pignoletto. Höchstens 15 % Biancame und/oder Mostosa und/oder Trebbiano Romagnolo dürfen zugesetzt werden.
- Colli di Rimini Sangiovese: Höchstens 15 % andere analoge Rebsorten, die für den Anbau in der Region Emilia-Romagna zugelassen sind, dürfen zugesetzt werden.